# Estilo Ringerike
El estilo Ringerike es un estilo de decoración zoomórfica vikinga que se desarrolló del siglo X al siglo XI, como evolución del estilo Mammen anterior. Recibió su nombre de un grupo de piedras rúnicas decoradas con animales y plantas, fabricadas con piedra proveniente de las canteras de Ringerike, en el distrito norte de Oslo.
Los motivos más comunes del estilo son leones, aves, y animales en forma de banda y en espiral, como serpientes y dragones, con la cabeza de perfil y los ojos redondos. Muchos de sus elementos aparecen ya en el arte escandinavo anterior, tales como diferentes tipos de cruces, terminaciones en forma de palmera y sogas formando circunvoluciones que unen varios elementos, notándose la influencia de los estilos contemporáneos del arte anglosajón y arte otoniano.

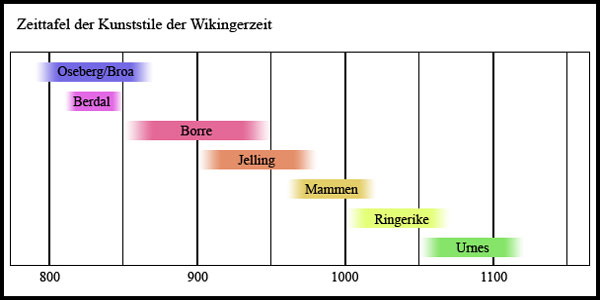
Cronología de los estilos de decoración animal escandinavos.

La ornamentación zoomórfica de la época vikinga completa se cataloga generalmente en los siguientes estilos: Oseberg, Borre, Jelling, Mammen, estilo Ringerike y Urnes.

## Galería

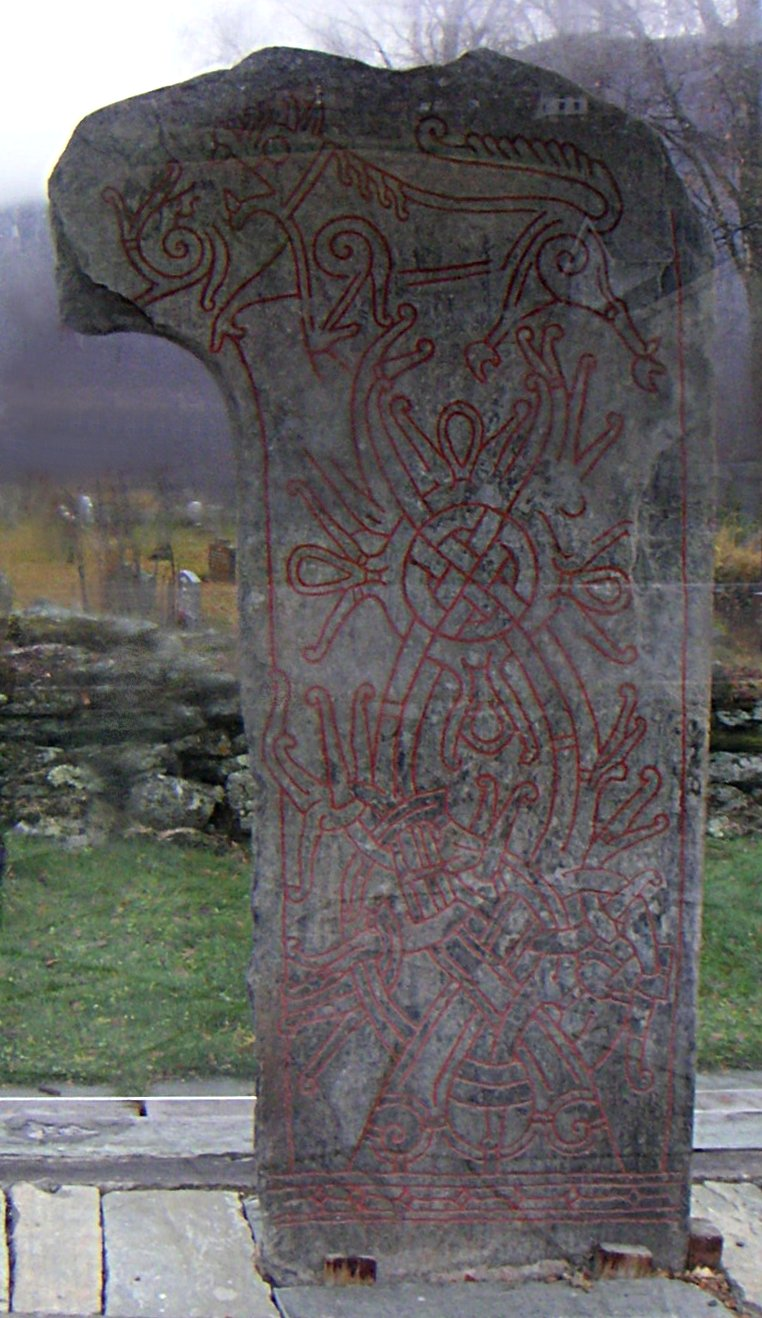
Piedra rúnica de Vang
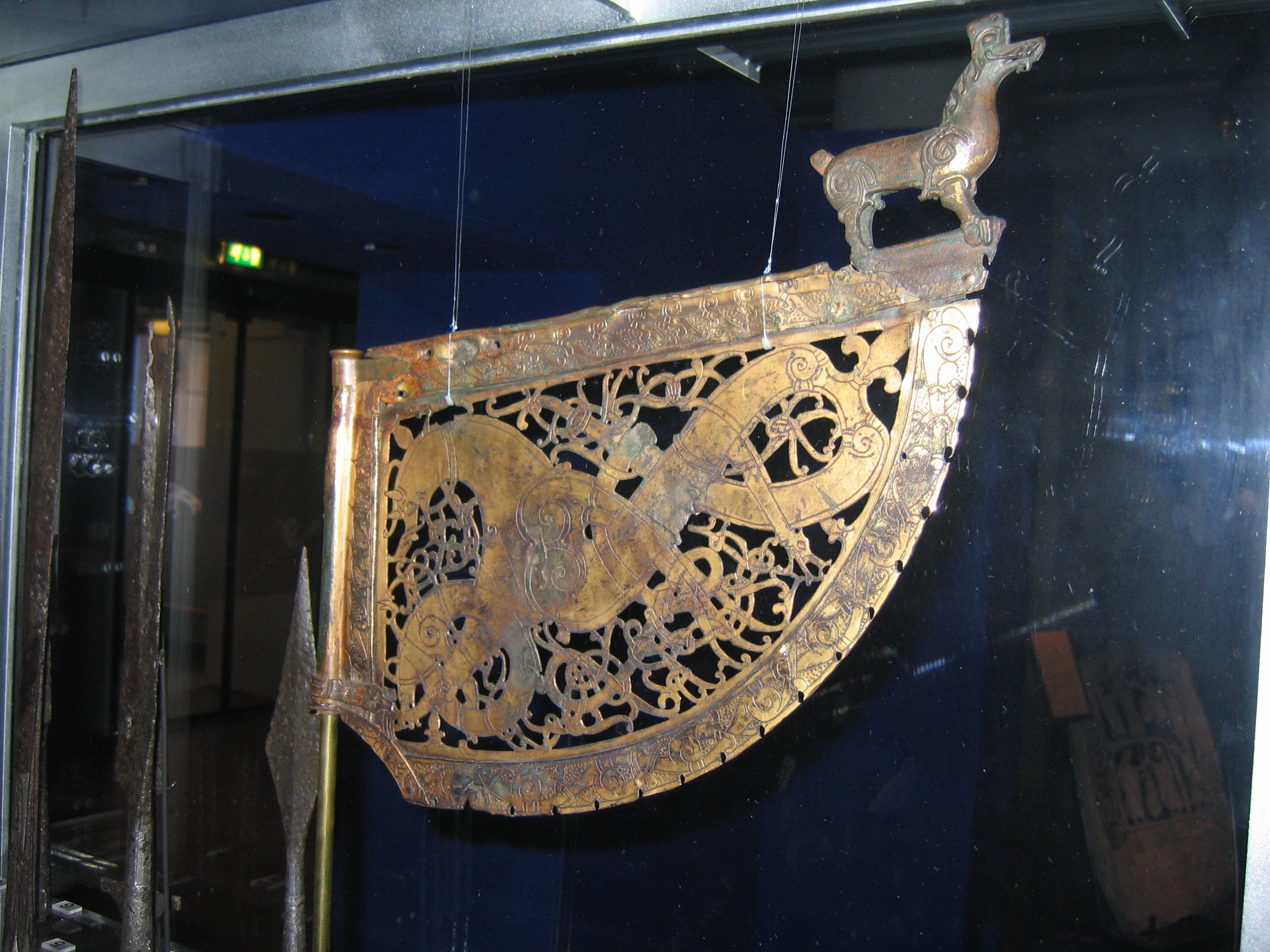
Veleta de Söderala
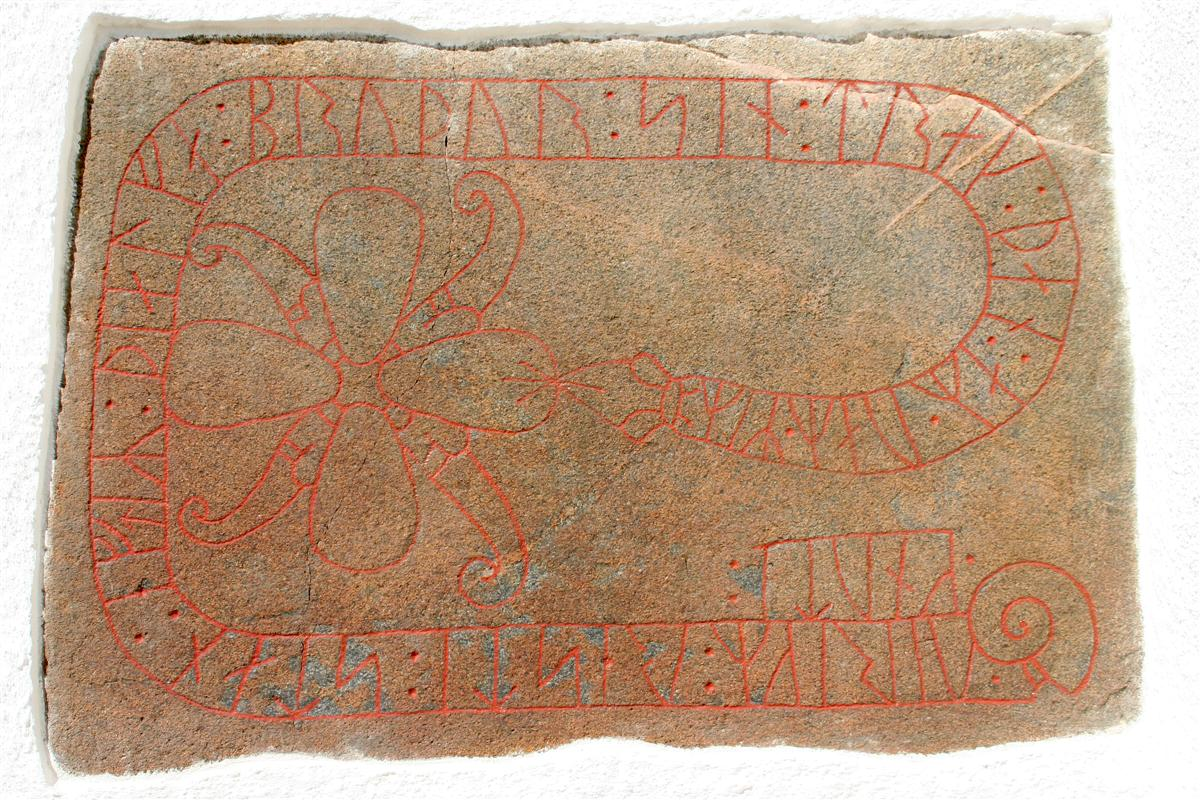
Piedra Ög 111 con una cruz en estilo Ringerike
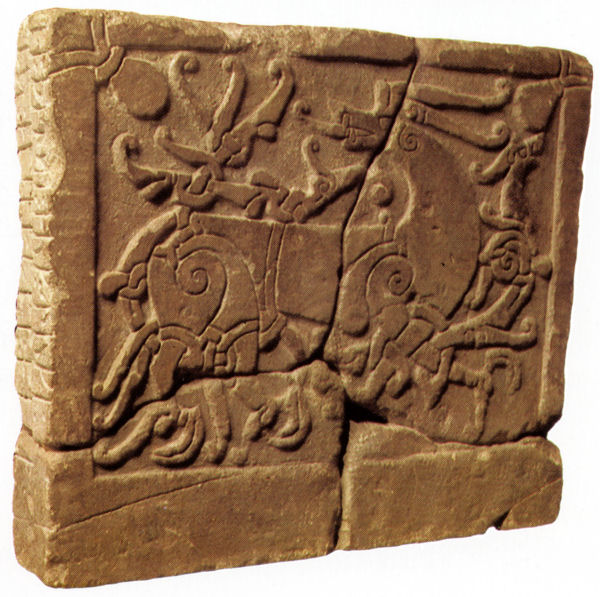
Sepulcro vikingo de la Catedral de San Pablo